# Marià Foix i Prats
Marià Foix i Prats (Barcelona, 2 de gener de 1860 – Barcelona, 29 de març de 1914) fou un dibuixant i il·lustrador català, representatiu del costumisme barceloní de l'època. Va col·laborar durant molts anys a diverses publicacions, de manera que la seva extensa obra s'estén al llarg de múltiples diaris i revistes del segle xix i principis del segle xx, com ara L'Esquella de la Torratxa. Aquí va publicar la seva sèrie més coneguda, La nostra gent, la qual consisteix en una col·lecció de tipus i escenes de la Barcelona de la seva època. A la mateixa revista també destaca la sèrie A muntanya, potser fruit de les seves estades estiuenques a la Garriga. És tanmateix notable la seva tasca artística a La Vanguardia i a La Campana de Gràcia. Al fons del Museu Nacional d'Art de Catalunya es conserven diversos dibuixos seus provinents de la col·lecció de Raimon Casellas, de qui era un amic de joventut.

## Biografia

### Vida privada
Mariano Juan Eduardo Foix Prats va néixer el dia 2 de gener de 1860 a les 13:00 hores al C/ del Carme número 114, pis 7è, i va ser batejat dos dies més tard a la Catedral de Barcelona. El seu pare era Francisco Foix Balius, natural de Solsona i manyà d'ofici segons s'indica en el registre de naixement de Mariano Foix. La seva mare fou Raimunda Prats Costa i era natural de Reus. Els avis paterns eren Isidro Foix i Inés Balius, mentre que els avis materns foren Mariano Prats i Tomasa Costa.
Foix tenia un germà petit, Eduardo José Juan Foix Prats, nascut el 24 de juliol de 1860. Sovint s'ha confós la data de naixement de Mariano amb la data d'aquest, ja que se li ha atribuït el 1860 com a any de naixement i no l'any 1856 tal com informa el registre. Foix també tenia una germana: Raimunda Foix Prats.
El jove dibuixant va estudiar a l'Acadèmia de Belles Arts de Barcelona (Escola Llotja) durant els cursos següents: 1872-1873, amb número de matrícula 30 i cursant l'assignatura Dibujo al natural, i durant el 1873-1874, matriculat amb el número 29 a l'assignatura Colorido y composición. A partir de 1874, Foix no apareix inscrit ni a la Llotja ni a l'Escola d'Aplicació, per la qual cosa es presenta l'opció que rebés classes particulars a nivell privat.
Va contraure matrimoni amb Paulina Soler Covard, nascuda el 7 de gener de 1861, filla Ignasi Soler i Mabel Covard. D'aquesta unió va néixer una filla única, qui rebé el nom de Paulina Dolores Emilia Martina, nascuda el dia 30 de gener de 1883, quan el pare tenia 27 anys i la mare, 22. La nena va morir quan havia assolit solament l'edat de 10 anys, tal com s'indica en diferents publicacions que volgueren oferir el condol a l'artista.
Foix va viure fins a la seva mort a la seva casa de Plaça Reial, número 2, 2a. No consta que viatgés mai a l'estranger, però sí que se sap que va fer un viatge per diverses poblacions de Catalunya l'estiu de 1888. En referència a la seva salut, L'Esquella de la Torratxa informà una vegada que Mariano començà a millorar-se d'una "penosa malaltia" que l'havia privat de treballar durant cert període.
Va ingressar a l'Ateneu Barcelonès en qualitat de soci l'any 1887, i es va donar de baixa l'any 1905. Segons la mateixa entitat, Mariano Foix no va formar part de les juntes directives de l'Ateneu, encara que en diverses publicacions de La Vanguardia i La Dinastía i en una acta de la Sessió Pública celebrada a l'Ateneu se li ha adjudicat el càrrec de vicesecretari i revisor de comptes de la Junta de la secció de Belles Arts.
Cap a les acaballes de la seva vida, a l'edat de 55 anys, Foix va impartir classes de dibuix a casa seva.

### Carrera professional

#### Dibuixos costumistes
Una de les contribucions més importants que va fer l'artista al llarg de les últimes dècades del segle xix va ser treballar com a col·laborador artístic pel diari La Vanguardia, una entitat que acollia els millors artistes del moment. Il·lustrava articles d'escriptors i, entre el febrer i el maig de l'any 1891, va treballar en una sèrie de dibuixos costumistes que va agrupar sota el títol Croquis Barceloneses: Historia de una familia. En el mateix diari, el dia que va començar la col·lecció, el mateix artista explicà què l'havia incitat a elaborar aquest estudi tan pintoresc: 
| «                                    | Merced á ímprobo trabajo he conseguido reunir buen número de apuntes referentes á una misma familia: observaciones hechas sobre el natural con escrupuloso cuidado, no solo sobre escenas de más ó menos relieve, sino sobre temperamentos, caracteres, ideas, preocupaciones... en una palabra, todo lo que constituye el estado moral y social en su forma plástica de una sociedad tan típica y pintoresca como la nuestra. Esto, naturalmente, visto y estudiado con ojos de artista, no con el husmeo del erudito ó con las marrullerías del filósofo. | » |
| — La Vanguardia, 01/02/1891, pp. 4-5 | |   |

I és que es pot dir que Mariano Foix era l'artista dels croquis i els esbossos del moment, dels dibuixos executats de manera ràpida però preservant la màxima expressivitat. És per això que, a tall d'exemple, va ser enviat per la direcció de La Vanguardia al carrer a prendre esbossos durant la significant manifestació de la classe obrera que es va dur a terme per acord internacional el dia 1 de maig de 1890. El dibuixant va ser present entre els proletaris de Barcelona per immortalitzant el moment: els crits dels proletaris, l'acumulació de gent, l'ambient festiu alhora que reivindicatiu, etc. La Vanguardia explicà: "Aquel estado de ánimo de anteayer es lo que quisimos reflejar pidiendo ayuda a uno de los colaboradores artísticos de La Vanguardia y creemos haberlo conseguido." Val a dir que aquest conjunt de manifestacions celebrades per tot Europa foren clau perquè s'aconseguís la jornada laboral de vuit hores, per la qual cosa se celebra l'1 de maig com el Dia Internacional dels Treballadors.
L'artista va participar en altres publicacions com La Ilustració Catalana, L'Avenç, Iris, Pluma y Lápiz, etc., i tots ells es refereixen a Mariano Foix com un "acreditat", "conegut", "popular" i "eminent” artista o dibuixant.
Aquest estil i capacitat artística constants al llarg de la trajectòria de l'artista, capaç de capturar en quatre línies un instant, un moment espontani, així com els trets anímics dels personatges retratats, es descriuen en un número de La Ilustració Catalana amb motiu del dibuix ¿Carta de desafío? d'aquesta manera: “Aquest gravat reprodueix un dibuix de D. Mariano Foix, que mes que composició artística és un estudi del natural fet ab tota la conciencia d'aquest escrupolós dibuixant. S'hi sent lo modelo, y s'hi revelan la seguritat de la figura y l'aplom en la manera de fer.”

#### Premsa humorística. Retratant la societat

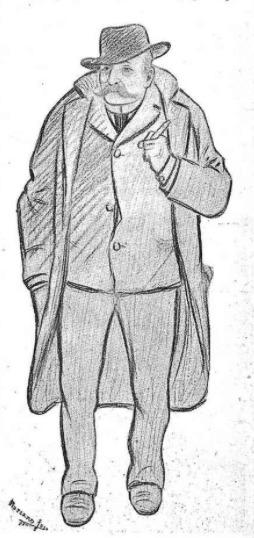
Manel Moliné, Mariano Foix (1902)

Un altre periòdic al qual va prestar activament els seus dots artístics va ser L'Esquella de la Torratxa, una revista de caràcter satíric, republicà i anticlerical enfocada bàsicament a divertir i entretenir el lector i retratar, entre inofensivament i jocosa, la societat del moment. Així doncs, l'artista pogué lliurar el seu talent a una faceta més lliure i informal que aquella que li demanava el caràcter conservador i oficial de La Vanguardia.
Tanmateix va ser col·laborador de La Campana de Gràcia, un setmanari també de caràcter humorístic i molt vinculat a L'Esquella. Entre els denominats “homes de la Campana” trobem Mariano Foix, amb l'atribut de dibuixant i envoltat d'altres artistes i amics del moment, com ara Josep Lluís Pellicer i Manuel Moliné. La relació que establiren bona part d'aquest grup d'artistes vinculats a la premsa i crítica dels individus i fets socials fou absolutament amical, fins al punt que, per exemple, quan es va morir la filla de Foix, els col·laboradors de L'Esquella de la Torratxa van reservar un fragment de la publicació per enviar "al nostre volgut company l'expressió del nostre sentiment més íntim, esperant que trobi la resignació necessària, enmig d'una desgràcia tan dolorosa com irreparable." De la mateixa manera, també l'artista mostrà dosis d'afecte cap als seus companys; tant és així que, per exemple, amb motiu de la mort de Manel Moliné, va elaborar un simpàtic i commemoratiu dibuix d'aquest artista amb l'entranyable títol de "El nostre Moliné".

#### Il·lustracions de llibres

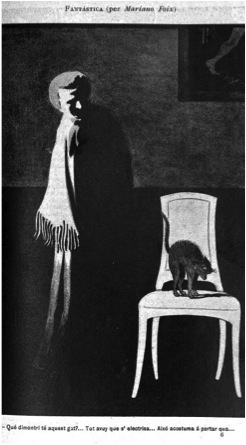
"Fantàstica", Mariano Foix (1904)

Mariano Foix, a més de ser un gran dibuixant costumista com s'ha vist anteriorment, també va ser un il·lustrador famós de l'època. Influït per les noves tendències modernistes que penetraren a Catalunya a finals del segle xix, la seva obra va cobrar un aspecte més simbolista, deixant de banda el costumisme present en les seves aportacions de diaris tant conservadors com humorístics. Il·lustracions exemplars d'aquesta altra faceta de Mariano Foix poden ser Tentació (1897) o Fantàstica (1904). De fet, s'ha de dir que Foix va estar estretament lligat al Modernisme, ja que va ser un gran amic del famós col·leccionista, periodista i crític d'art Raimon Casellas i Dou. En la col·lecció personal de Casellas es pot trobar una il·lustració original de la sèrie La nostra gent, publicada al número 470 de L'Esquella de la Torratxa (1888). A més, Pilar Vélez, encarregada d'escriure una breu biografia per al llibre que recull la col·lecció de Casellas, explica que aquests dos artistes tenien una relació d'amistat íntima.
D'altra banda, Mariano Foix va ser un dels principals il·lustradors de la col·lecció Arte y Letras. Aquesta col·lecció és un exemple de com l'art va anar envaint altres terrenys al llarg del segle xix, i és que la decoració de llibres que va proliferar cap a finals del segle xix va ser un fenomen europeu que també va arribar a Barcelona. A més de començar a traduir obres de gran importància, també es va voler dotar aquestes edicions d'un caràcter artístic. Tal com afirma Luis Cotoner i Cerdó, “de la importancia de la colección desde el punto de vista de las artes gráficas da cuenta Pilar Vélez en El llibre com a obra d'art a la Catalunya vuitcentista (1850-1910), donde afirma que la colección és «tot un complet esplet de les més diverses tècniques de gravat, incloses les més modernes i tot just estrenades» (1989: 234), y efectivamente en ella colaboraron los fotograbadores más notables de la época, como Verdaguer, Mariano Fuster [o Fusté], J. Thomas, Joan Casals, Gómez Polo y Goupil. Y, como ya se ha indicado, las firmas de importantes artistas e ilustradores aparecen en las láminas y viñetas intercaladas entre las páginas del texto. Así, además de los citados Apel·les Mestres, Alejandro de Riquer, o José Luis Pellicer, figuran Mariano Foix, F. Gómez Soler, A. Font, J. Cabrinetty, F. Xumetra, Arturo Mélida, M.O. Delgado, Enrique Serra, D. Baixeras, Bayard e Isidro Gil”.
Mariano Foix va participar en les il·lustracions de la novel·la Nora (1884), escrita per la baronessa de Brackel, però les seves il·lustracions més importants i més recordades són les que apareixen en l'edició de l'obra La Niña Dorrit (1885), una de les obres més populars de Dickens. Gràcies als dibuixos que va elaborar per aquesta edició, se'l coneix avui dia com un dels il·lustradors catalans de les novel·les de Charles Dickens.

### Mort
L'home i artista va morir el diumenge 29 de març de 1914 al seu domicili de Plaça Reial. L'esquela aparegué el mateix dia de la seva defunció al diari on havia treballat com a col·laborador artístic.

## Catàleg d'obra
| «                                                  | Lo conegut dibuxant D. Mariano Foix anirá buydant sas carteras d'estudi y nosaltres anirém formant ab sas fallas un álbum barceloní de tipos y escenas presas del natural. Aquests estudis y apuntacions retratarán la nostra gent, com ell ho ha volgut titular, sorpresa dins de casa ó al carrer en sas actituds mes naturals, y per lo tant ab sa fesomía particular cassada al vol. | » |
| — La Ilustració catalana, nº 156, 15/01/1887, p. 2 | |   |

### Sobre el seu estil
Se sap que Alfredo Opisso, qui va col·laborar amb La Vanguardia escrivint articles, descriu de manera extensa l'estil i l'obra de Mariano Foix dient que era un dibuixant costumista, cosa es pot apreciar a la sèrie La nostra gent, la qual representa la gent del carrer de la classe mitjana de la Barcelona del segle xix. En el seu article, Opisso fa una reflexió interessant, ja que explica que per tal de ser un bon dibuixant costumista cal ser molt observador, psicòleg, moralista, etc., per poder entendre els gestos i els hàbits de la gent i així, en paraules seves: "no convertir en caricatura allò que no ho és ". També explica que Foix no representa tipus, és a dir, personatges estandarditzats, sinó que estan molt individualitzats.
Opisso el descriu com a mestre de la il·lusió del moviment, perquè els seus dibuixos són molt cinematogràfics, representant escenes. No són estàtics, sinó que podem veure que alguna cosa està passant; es comprèn molt bé el que estan parlant els personatges o, fins i tot, allò que estan pensant. És per això que en els seus personatges es distingeixen de seguida els sentiments que tenen i es pot saber en el primer cop d'ull, per exemple, qui és l'avar, qui el tímid, el rondinaire, la beata, etc.
A continuació es presenta una selecció de les obres més rellevants de la seva col·lecció La nostra gent, que va publicar de forma contínua entre els anys 1887 i 1892, amb una pausa durant el 1893, any en què va morir la seva filla i a partir del qual només va publicar un parell d'il·lustracions d'aquesta sèrie:

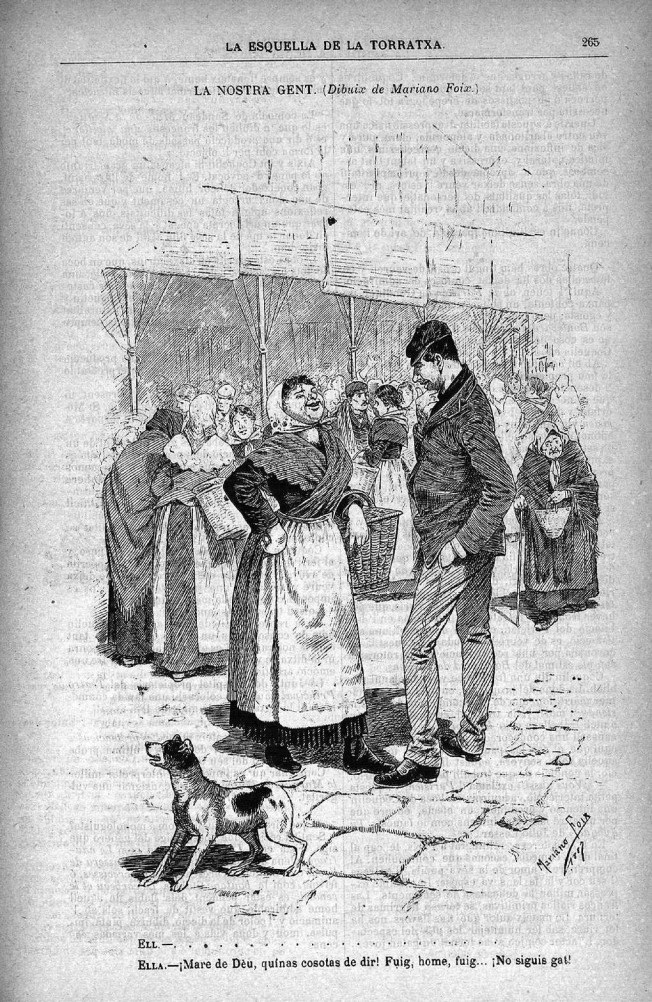
"La nostra gent", 21 maig 1887
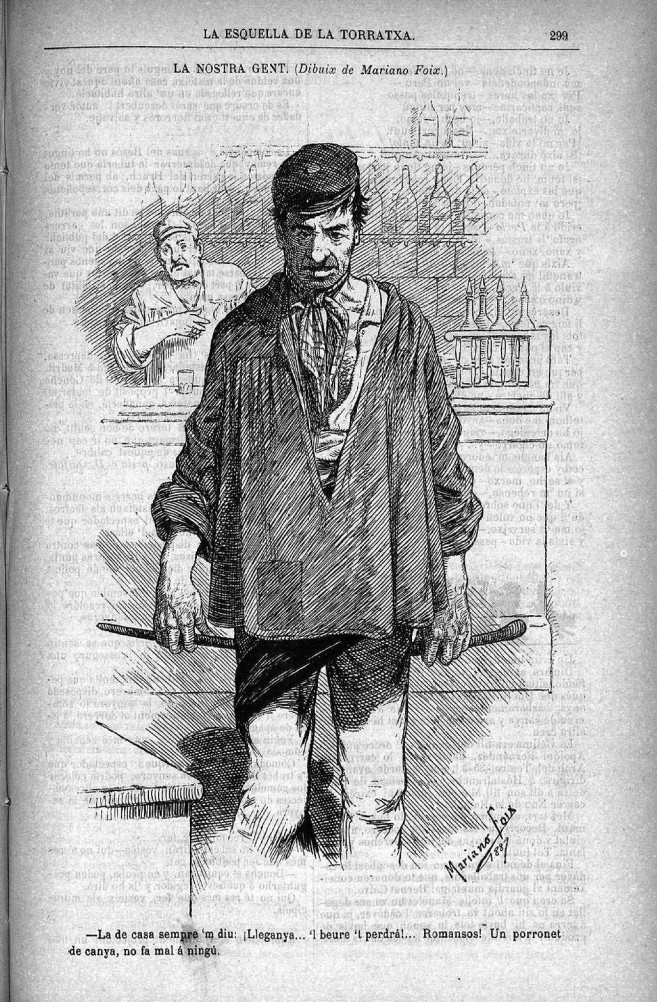
"La nostra gent", 4 juny 1887
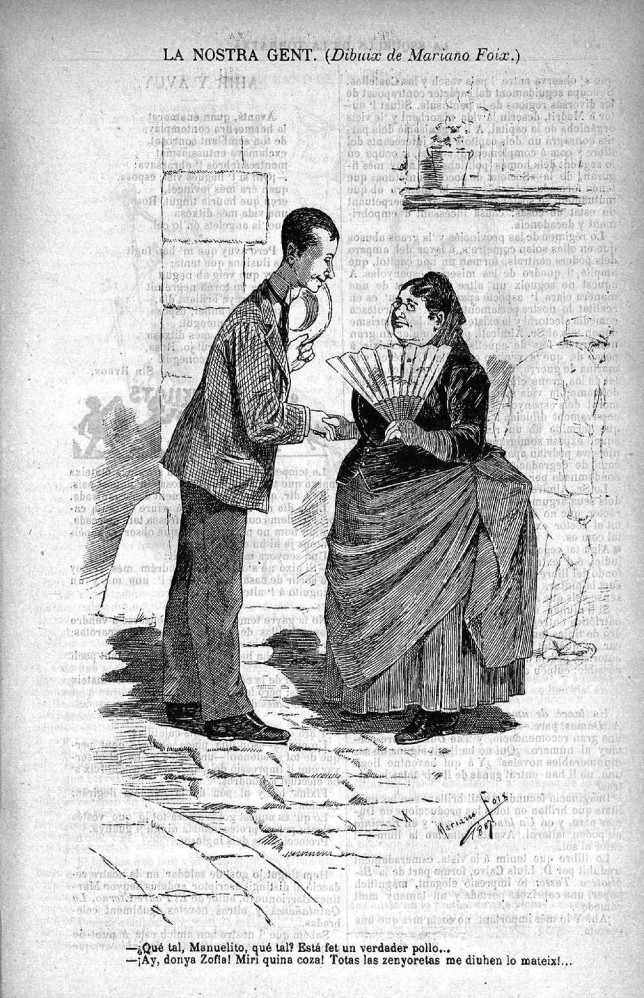
"La nostra gent", 27 agost 1887
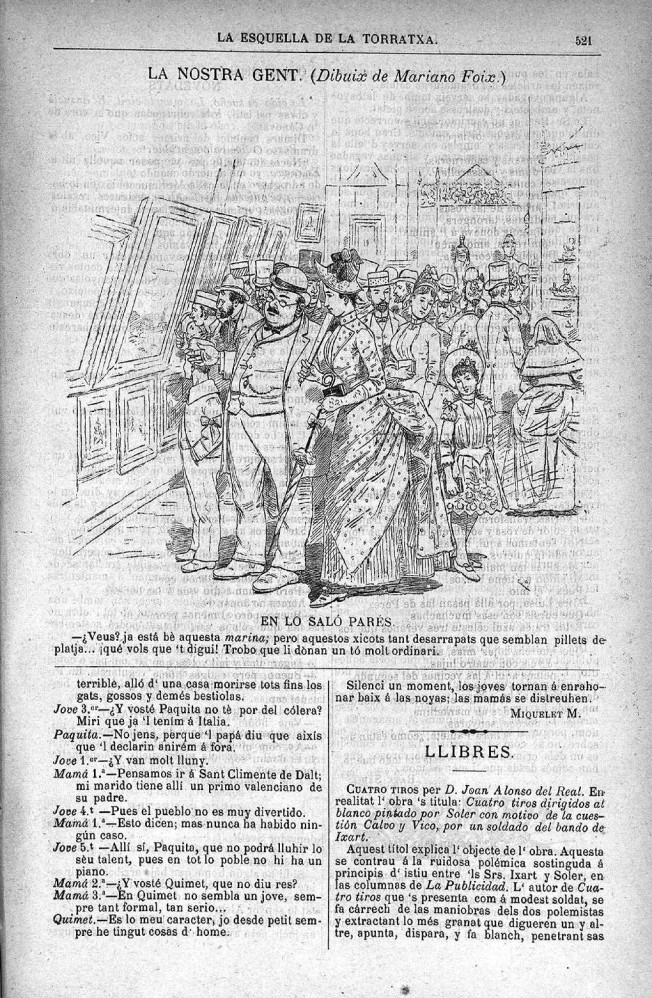
"La nostra gent", 10 setembre 1887
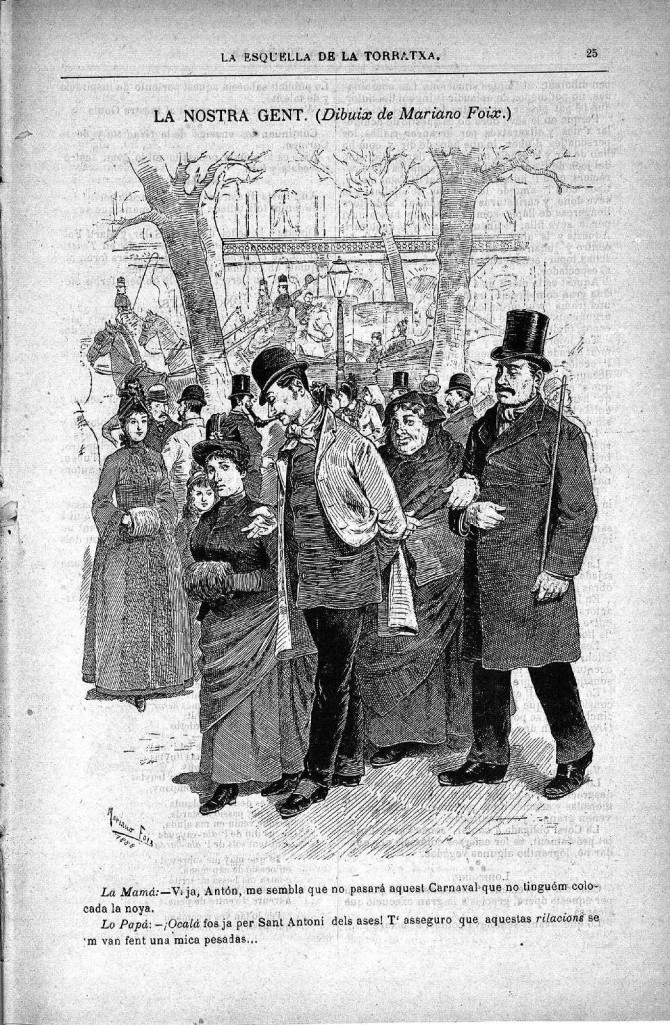
"La nostra gent", 14 gener 1888
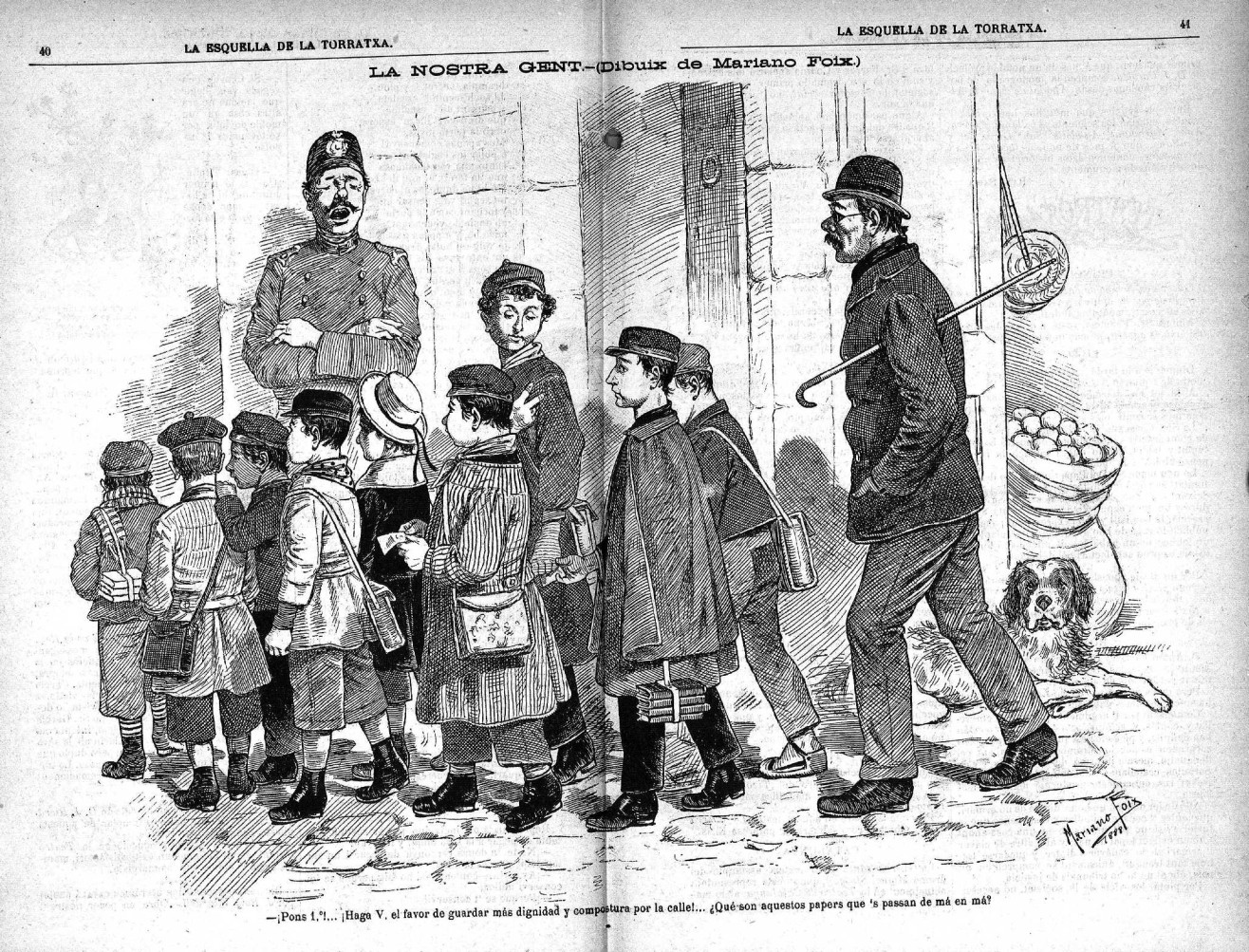
"La nostra gent", 21 gener 1888
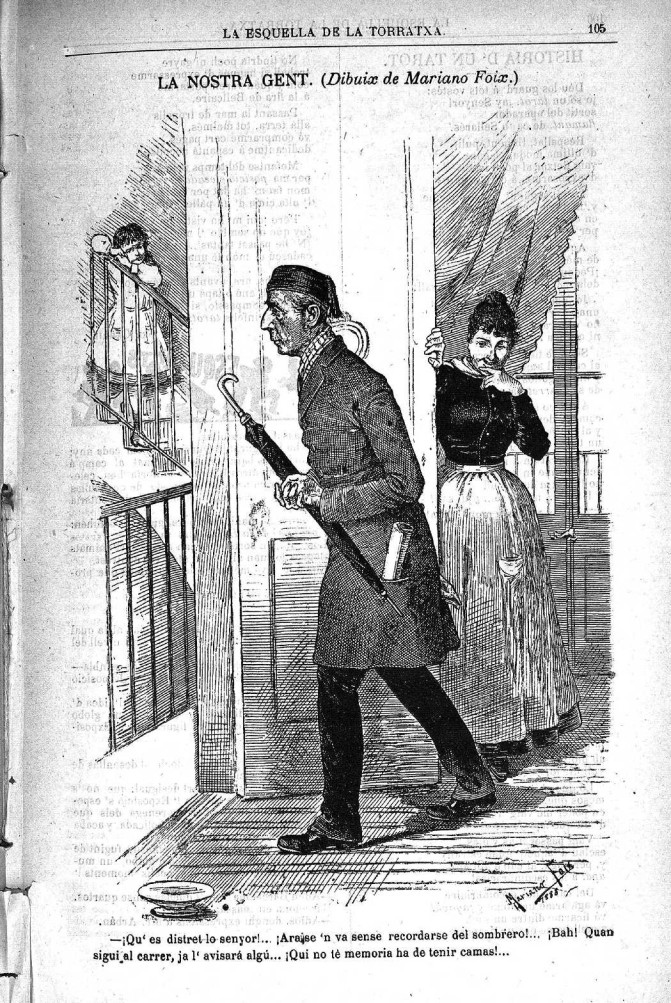
"La nostra gent", 18 febrer 1888
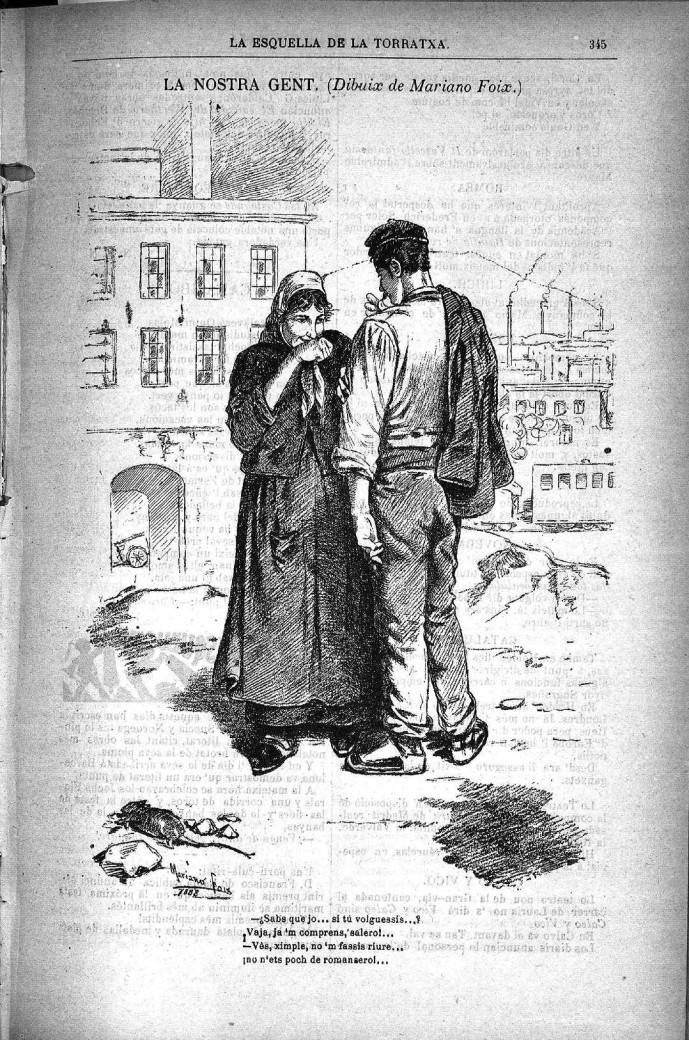
"La nostra gent", 2 juny 1888
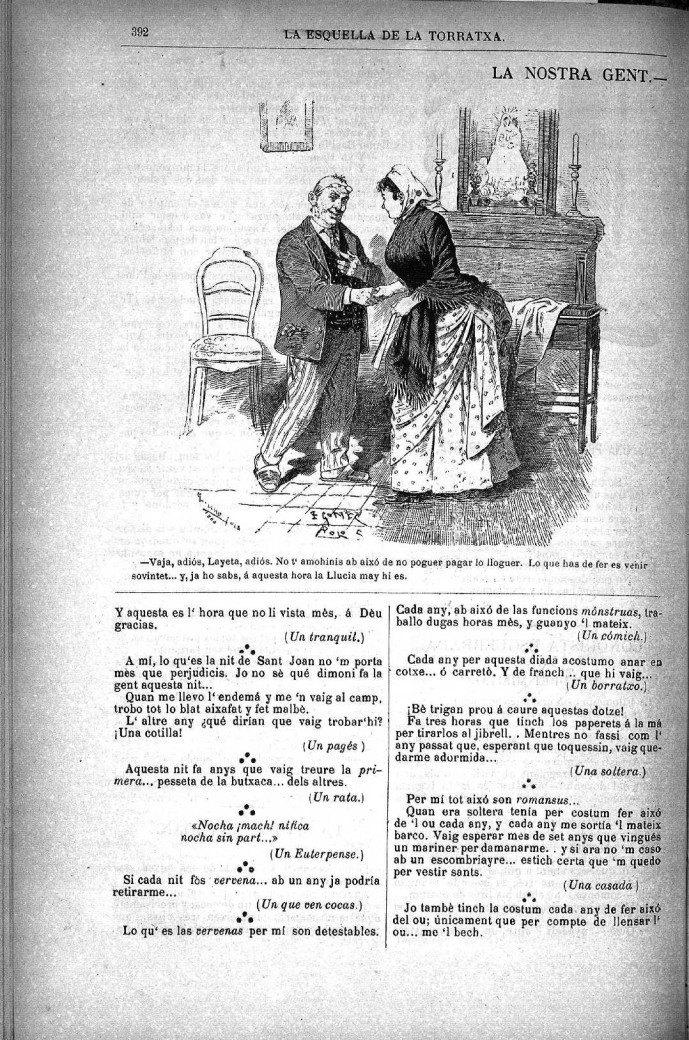
"La nostra gent", 23 juny 1888
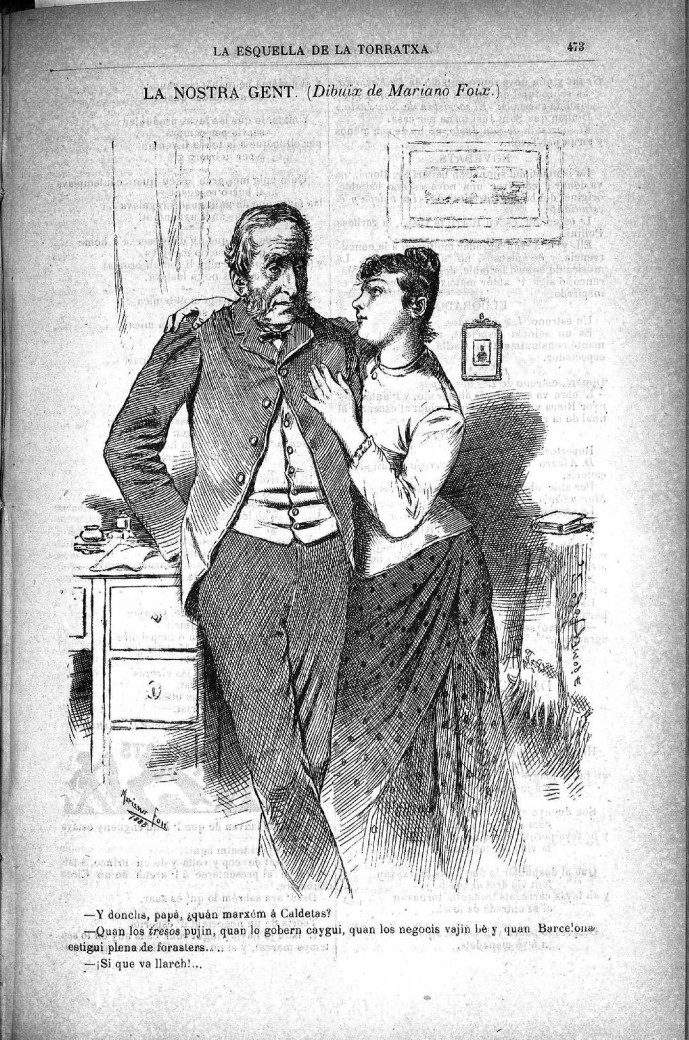
"La nostra gent", 28 juliol 1888
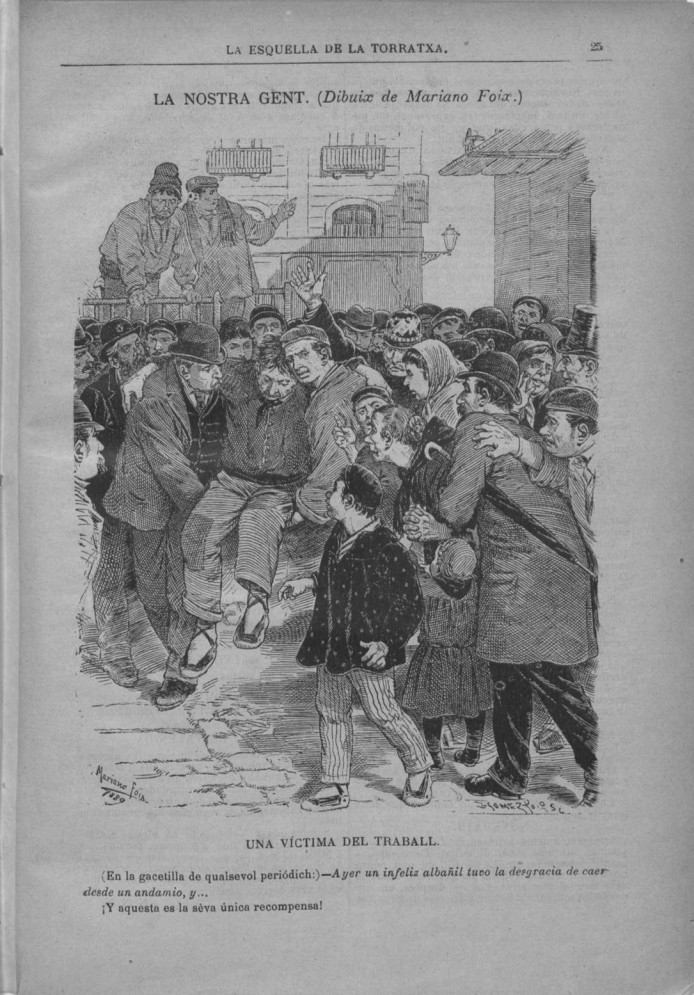
"La nostra gent", 12 gener 1889
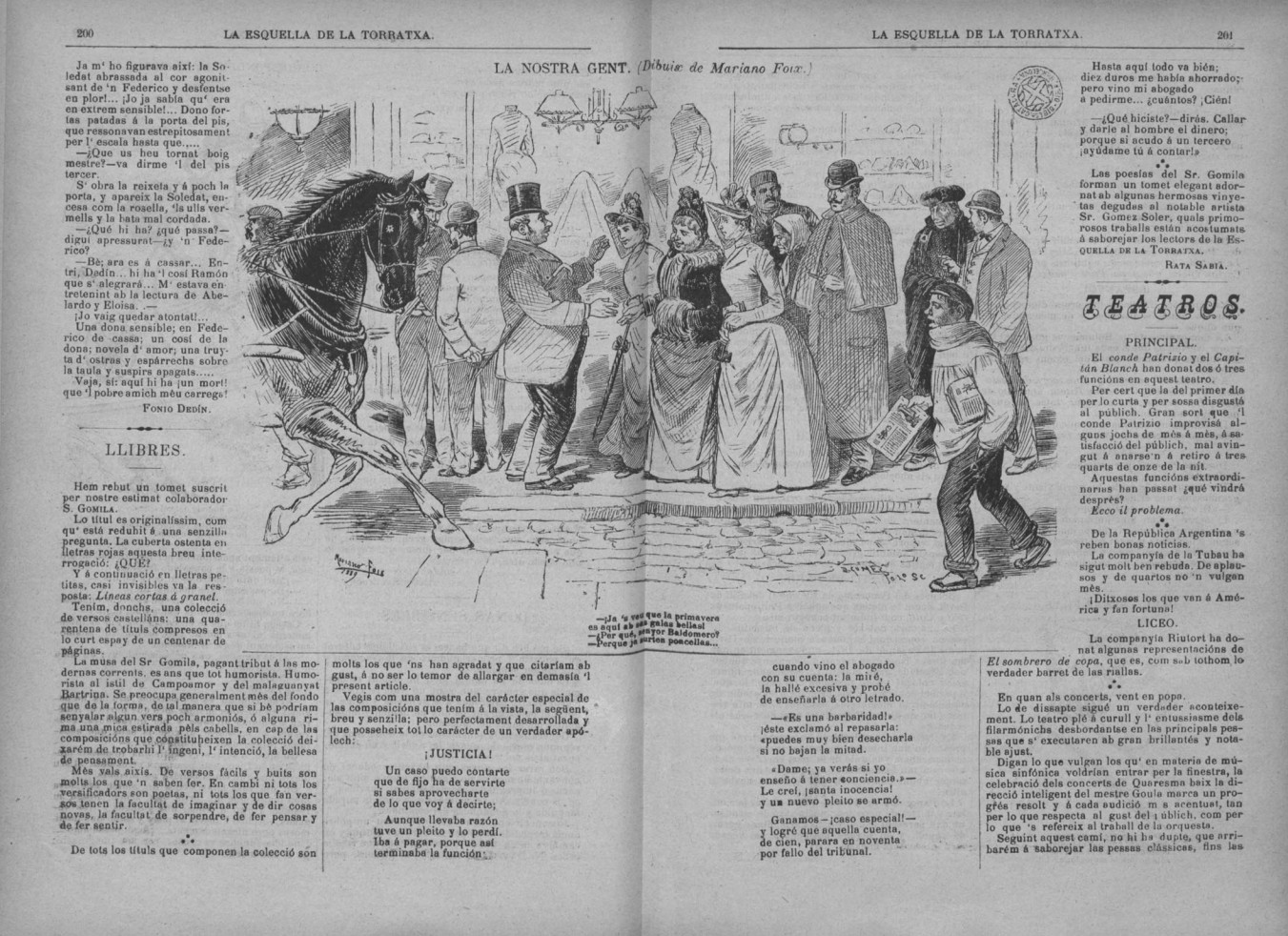
"La nostra gent", 30 març 1889
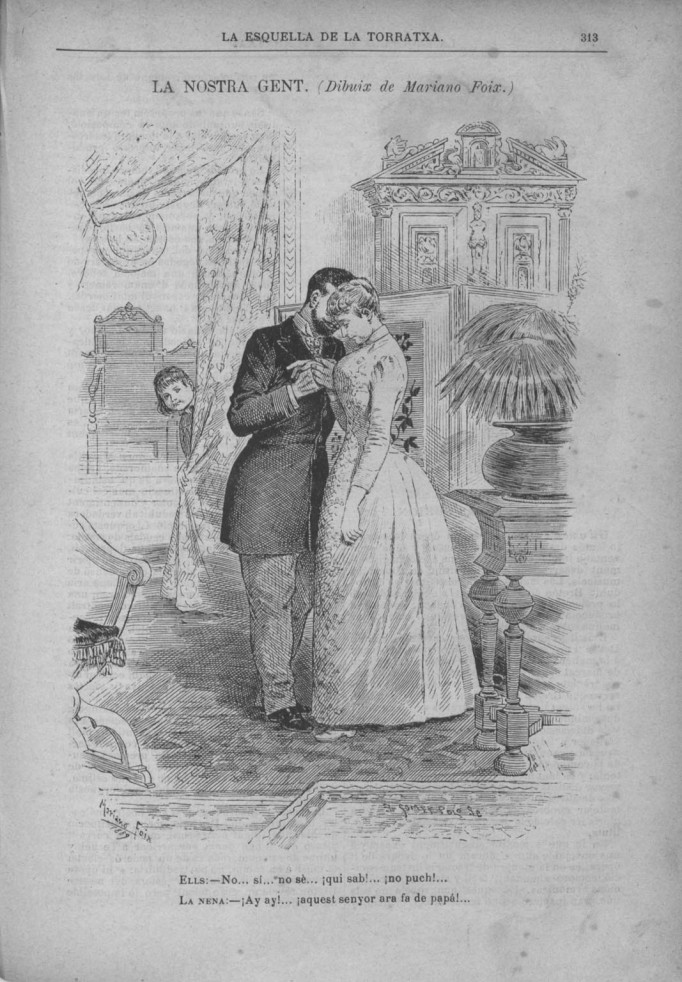
"La nostra gent", 18 maig 1889
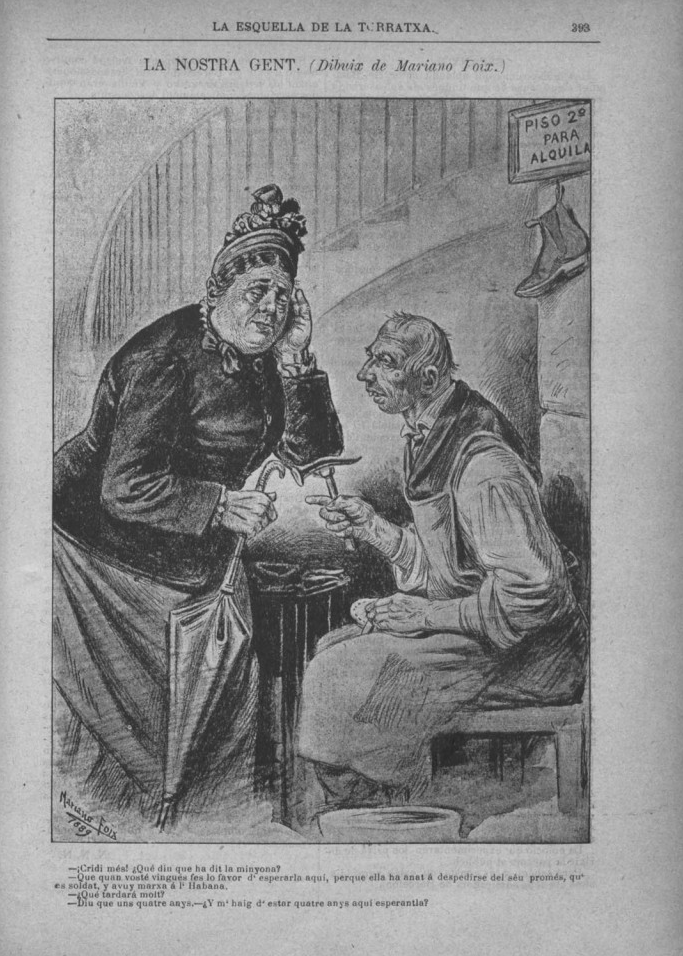
"La nostra gent", 22 juny 1889
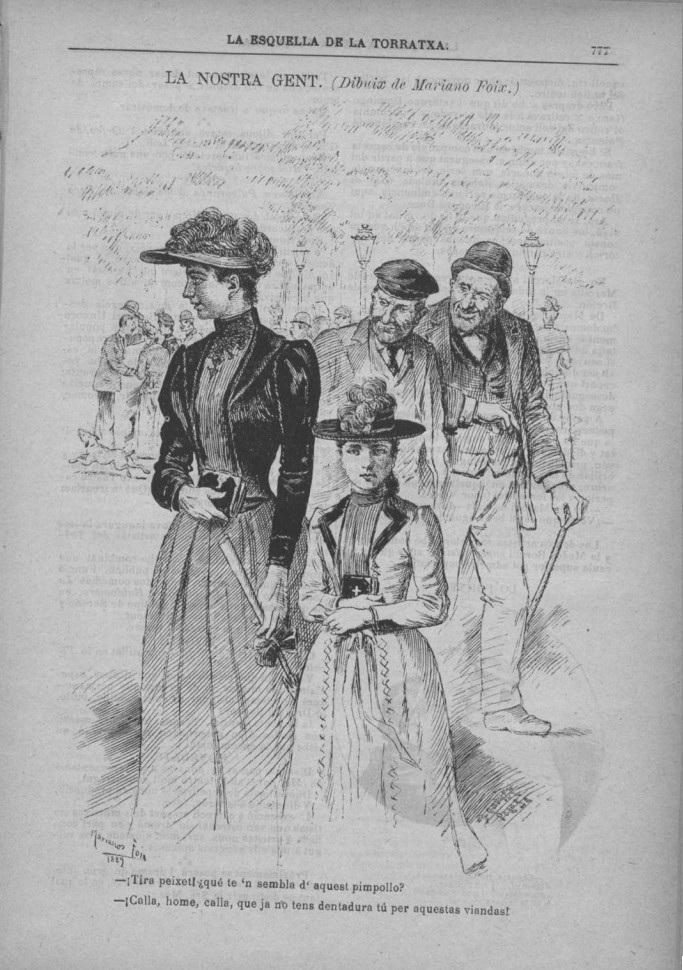
"La nostra gent", 07 desembre 1889
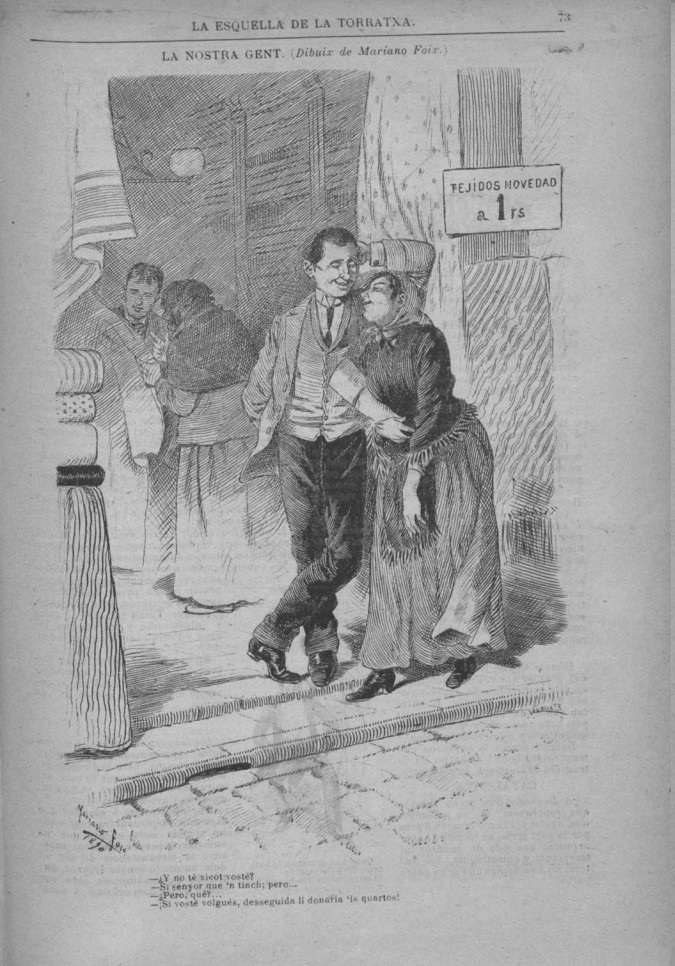
"La nostra gent", 01 febrer 1890
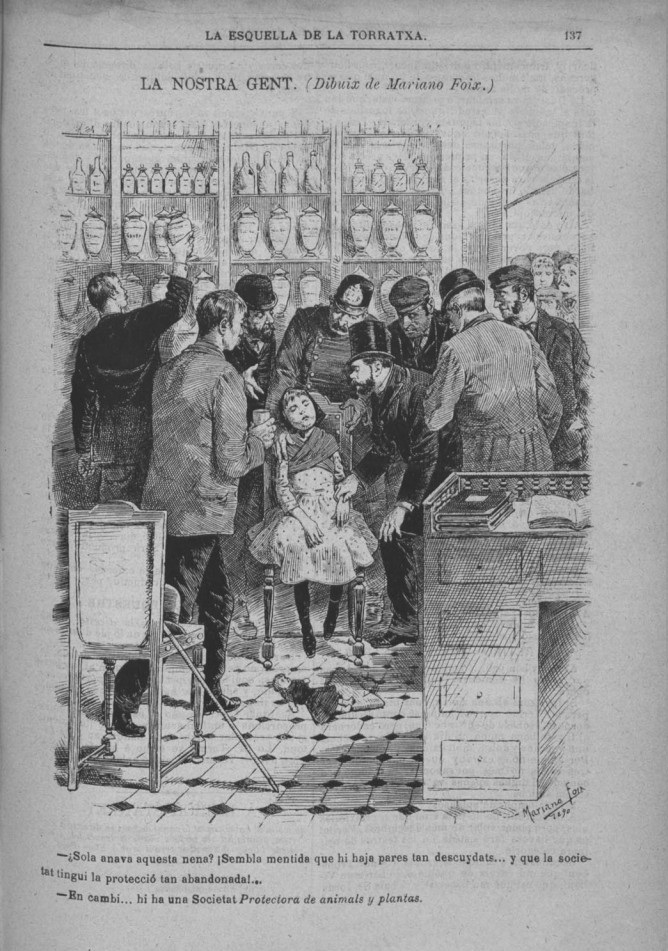
"La nostra gent", 01 març 1890
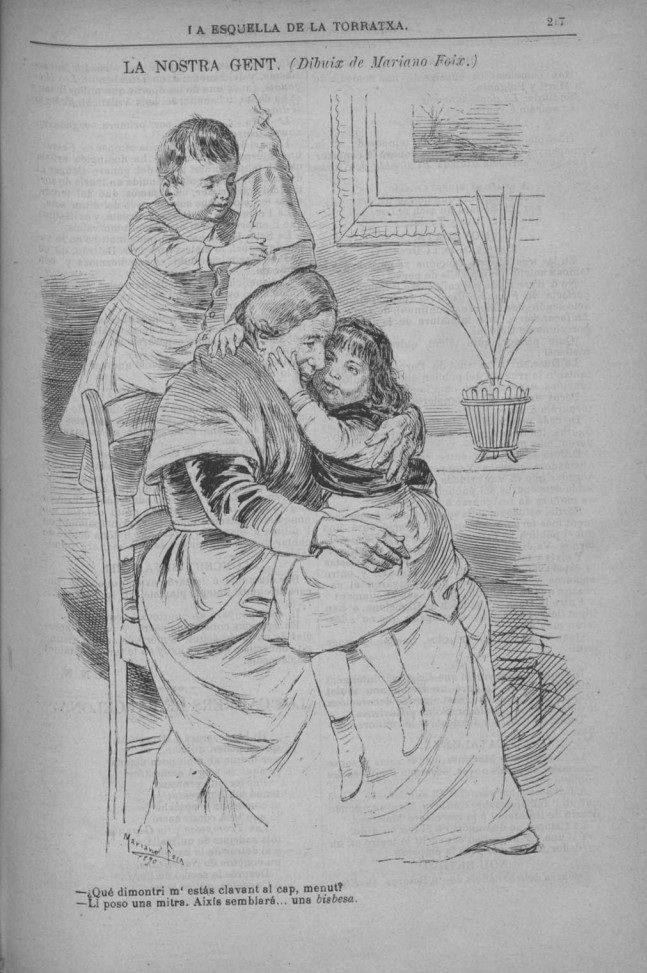
"La nostra gent", 05 abril 1890
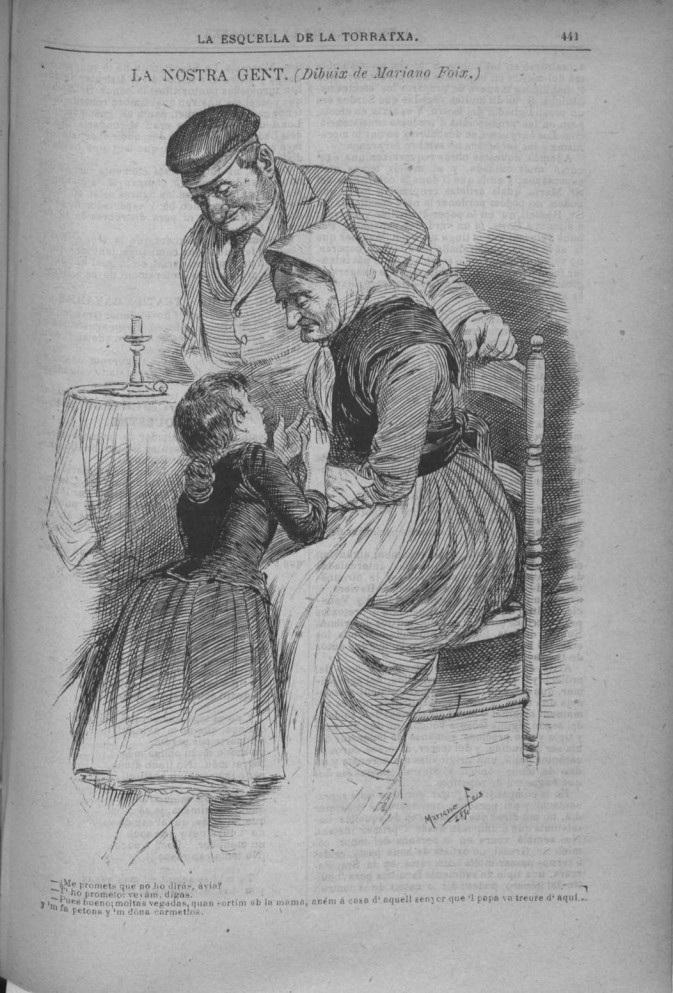
"La nostra gent", 12 juliol 1890
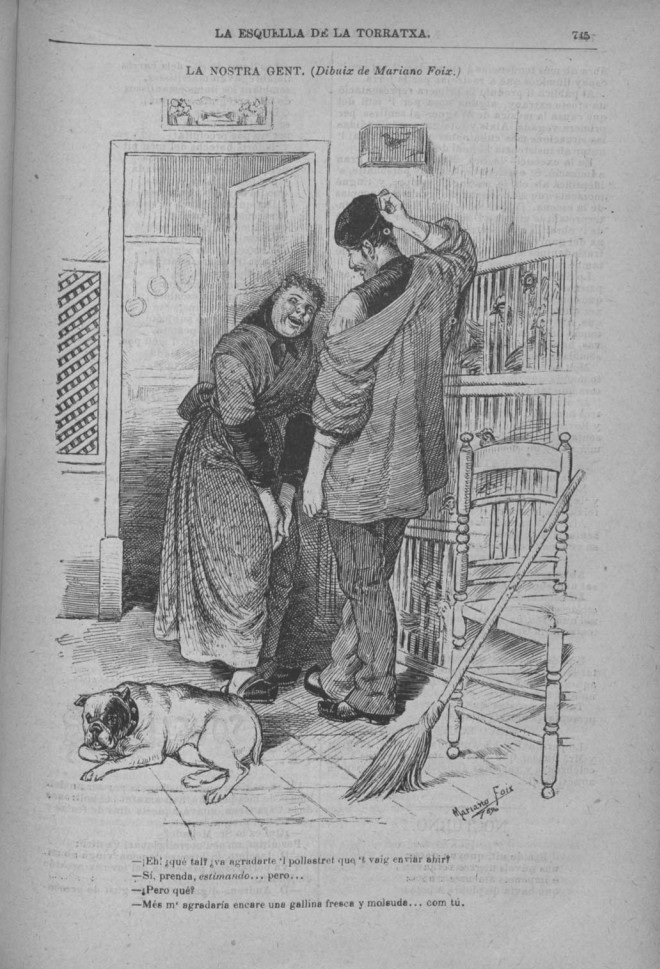
"La nostra gent", 22 novembre 1890
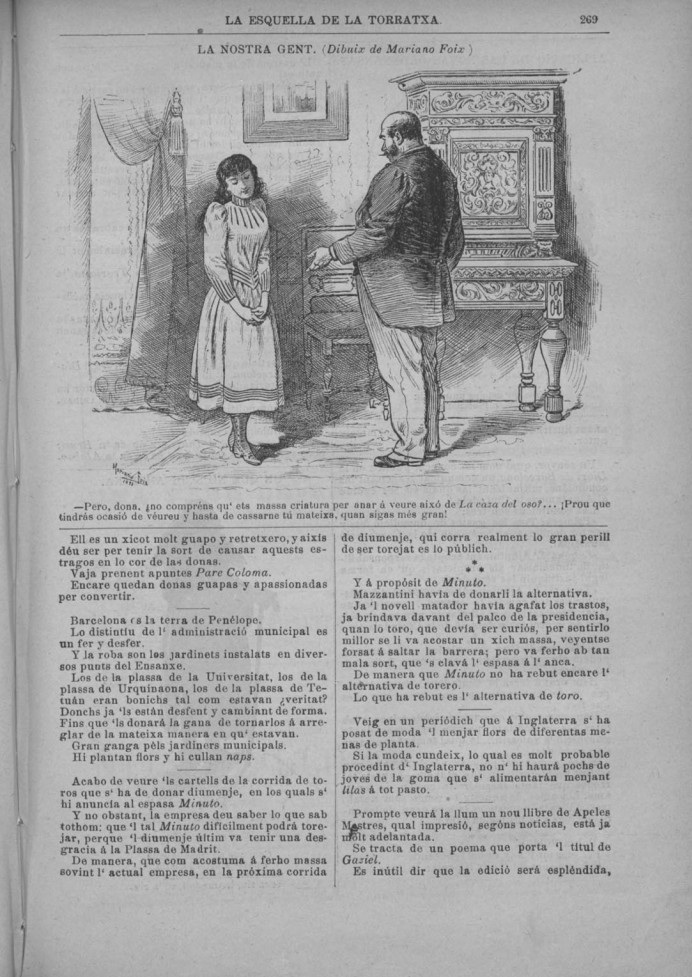
"La nostra gent", 25 abril 1891
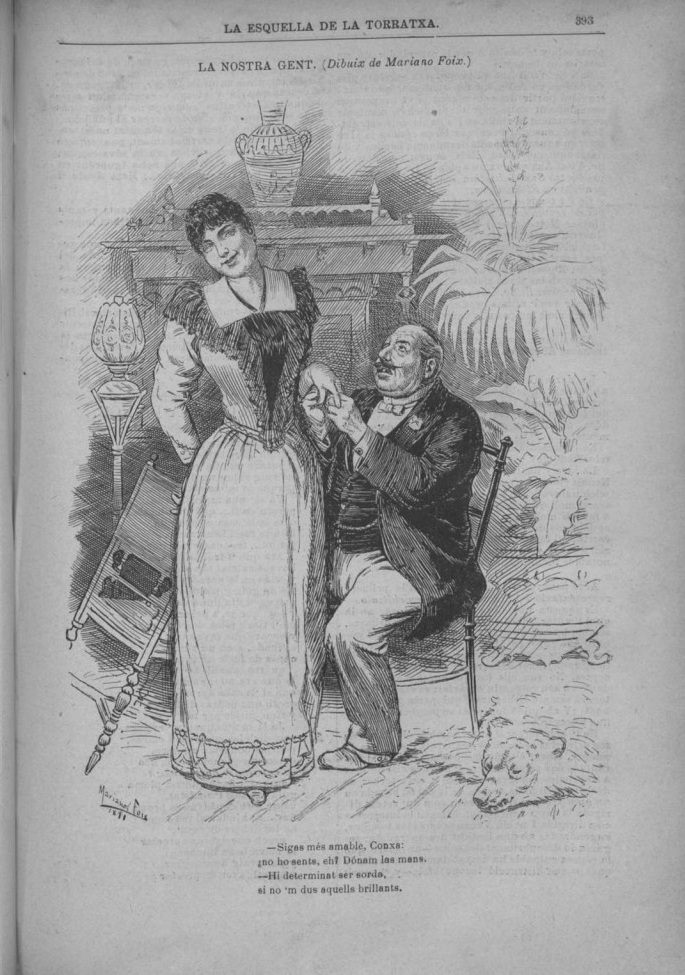
"La nostra gent", 20 juny 1891
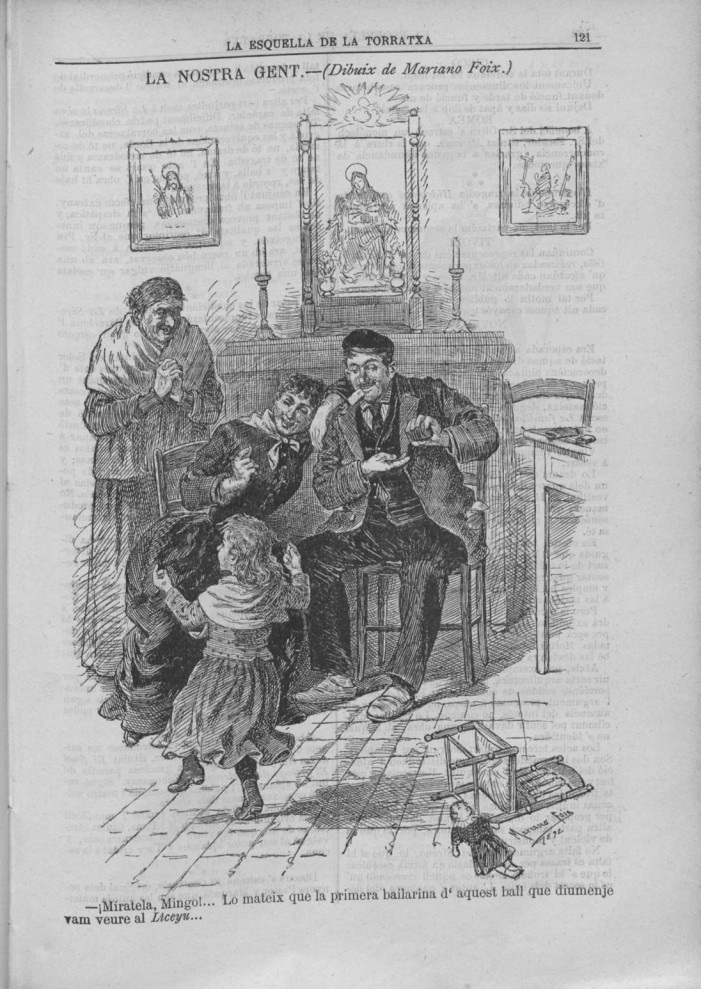
"La nostra gent", 26 febrer 1892
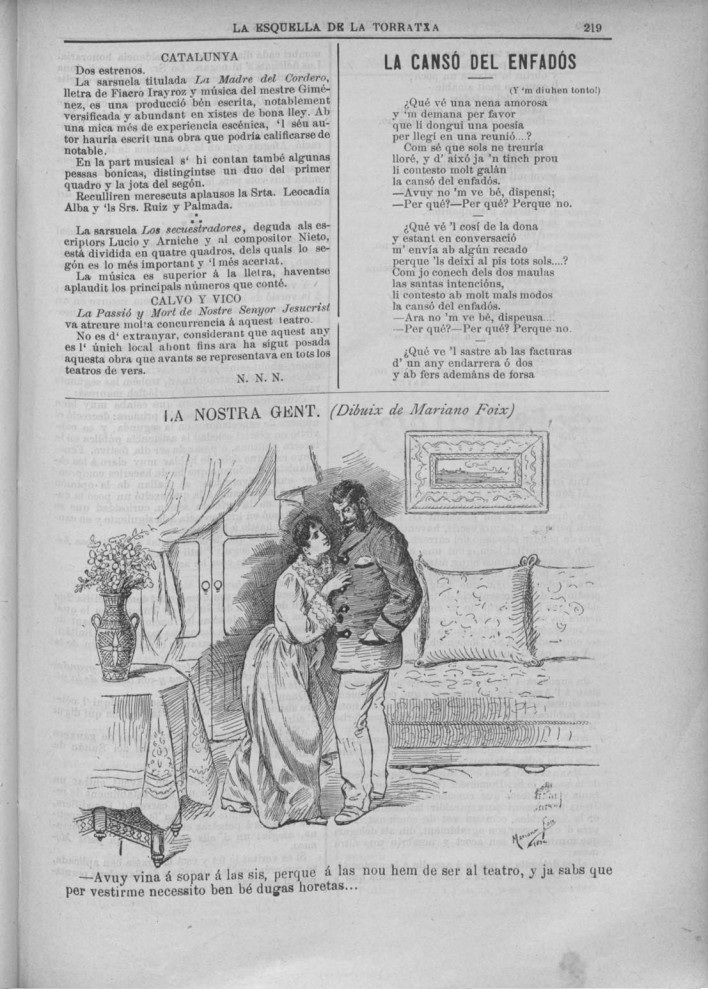
"La nostra gent", 08 abril 1892
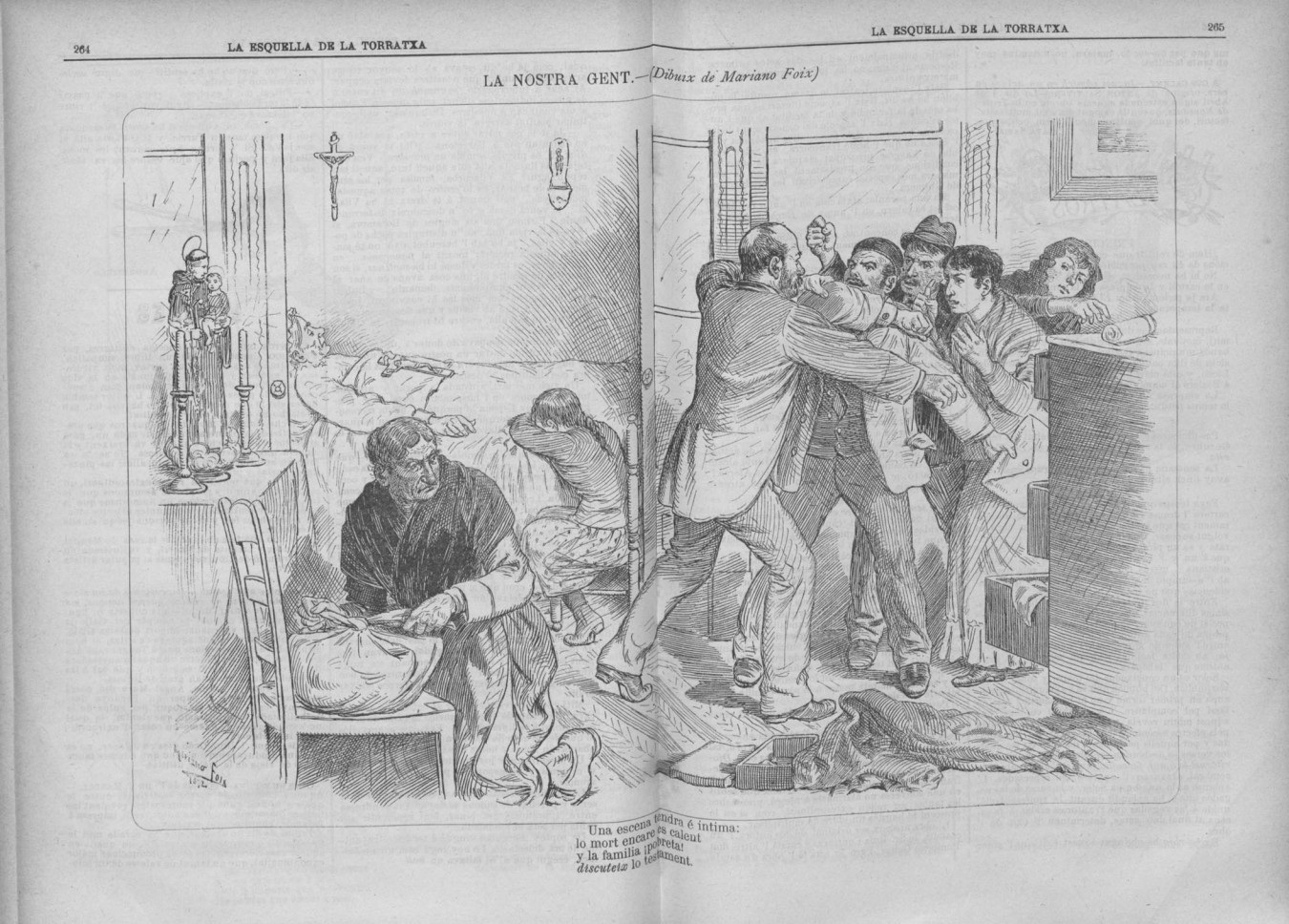
"La nostra gent", 29 abril 1892
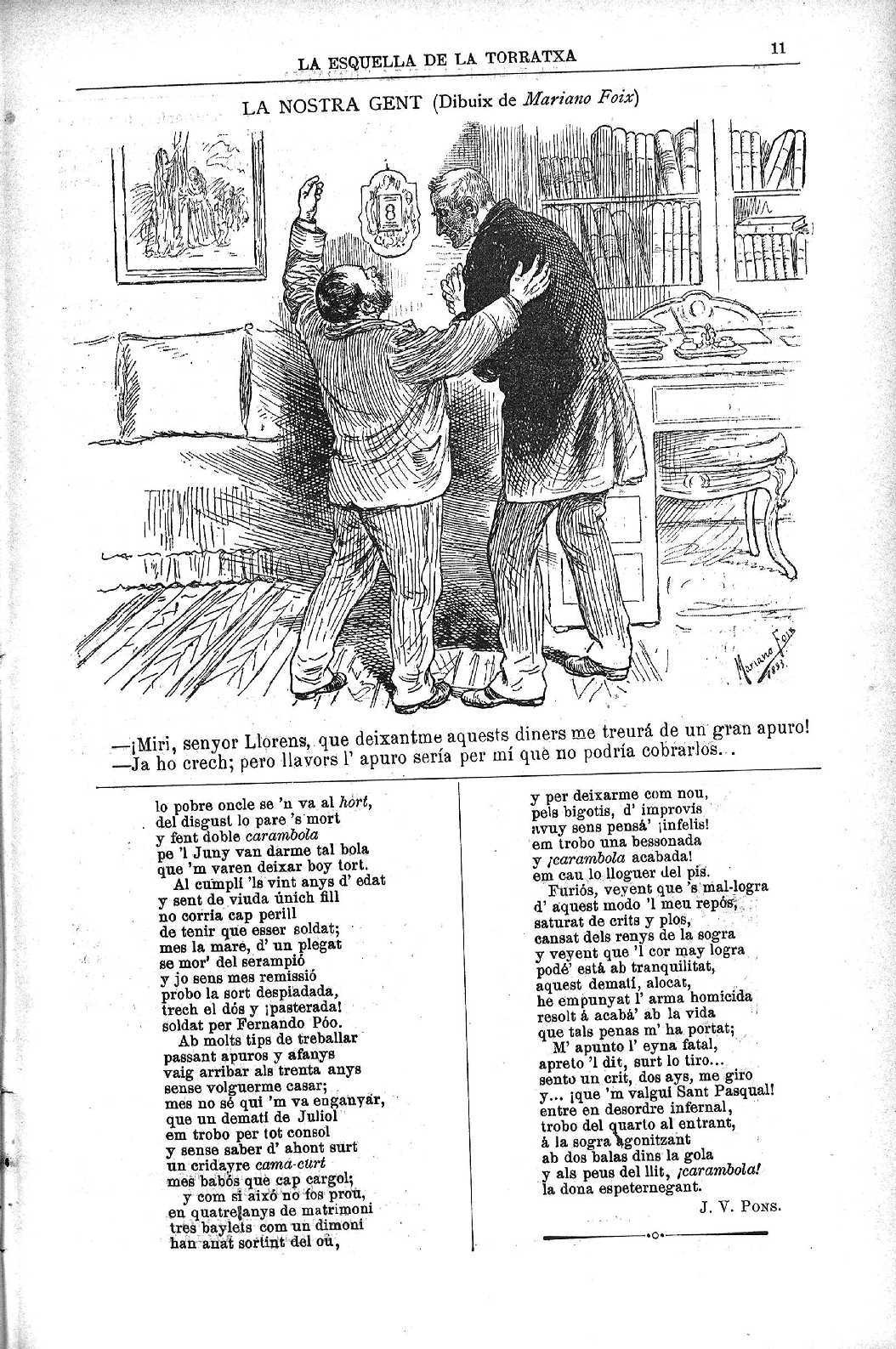
"La nostra gent", 05 gener 1894
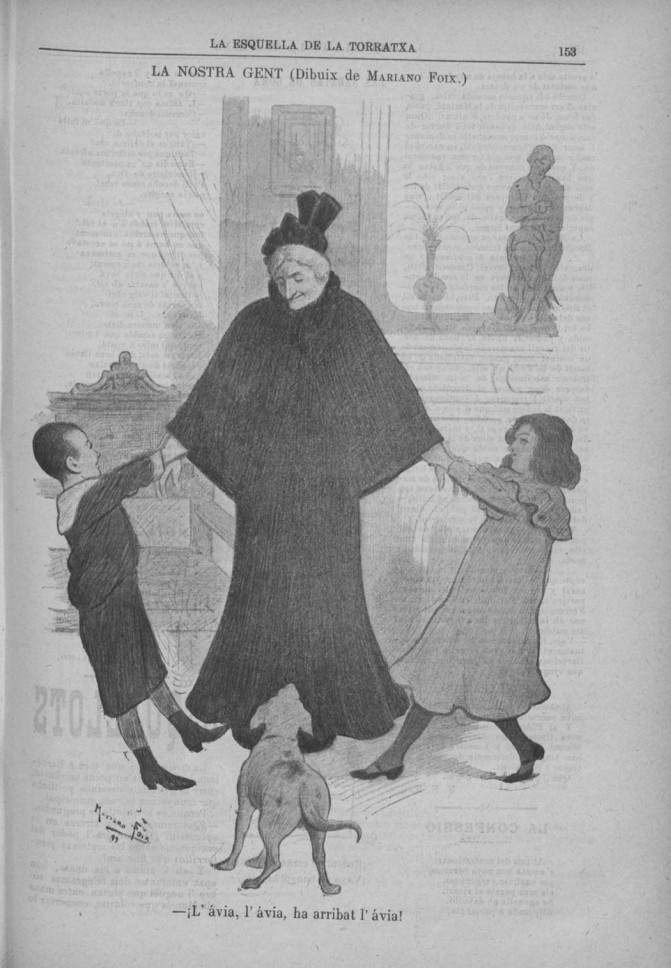
"La nostra gent", 10 març 1899

## Recepció i prevalença de la seva obra
El mèrit d'aquest artista rau en el fet que va saber mirar detalladament cap al si de la seva societat, tot aconseguint uns dibuixos que són autèntics i valuosos documents vuitcentistes. La seva tasca ens ajuda a entendre com era la Barcelona del moment; ens endinsem en ella, tastem el seu sabor tant insignificant com dramàtic, reconeixent tot allò que té de quotidià a la vegada que pintoresc, i sovint no exempt de ser contemplat des d'un punt de vista crític. Amb tot, Mariano Foix no és un artista que s'estanca, sinó que és un individu que aporta contínuament nous valors, que evoluciona i es deixa amarar per la novetat, per les tendències del moment, encara que sense perdre mai el seu estil personal. D'aquesta manera, esdevé un artista en constant actualització.
Encara que ja durant la seva vida va ser un dibuixant molt conegut, avui dia encara no s'han elaborat gaires investigacions sobre la seva obra. No obstant això, i malgrat haver mort sense descendència, diverses de les seves obres s'han subhastat a Balclis entre 2011 i 2012. A la galeria Francesc Mestre Art també està disponible, en venda, una obra original de Mariano Foix. Això demostra en part que Foix, tot i no tenir descendents, segurament sí que va tenir un bon cercle d'amistats que van adquirir algunes de les seves il·lustracions originals.